# Ulrike Haage

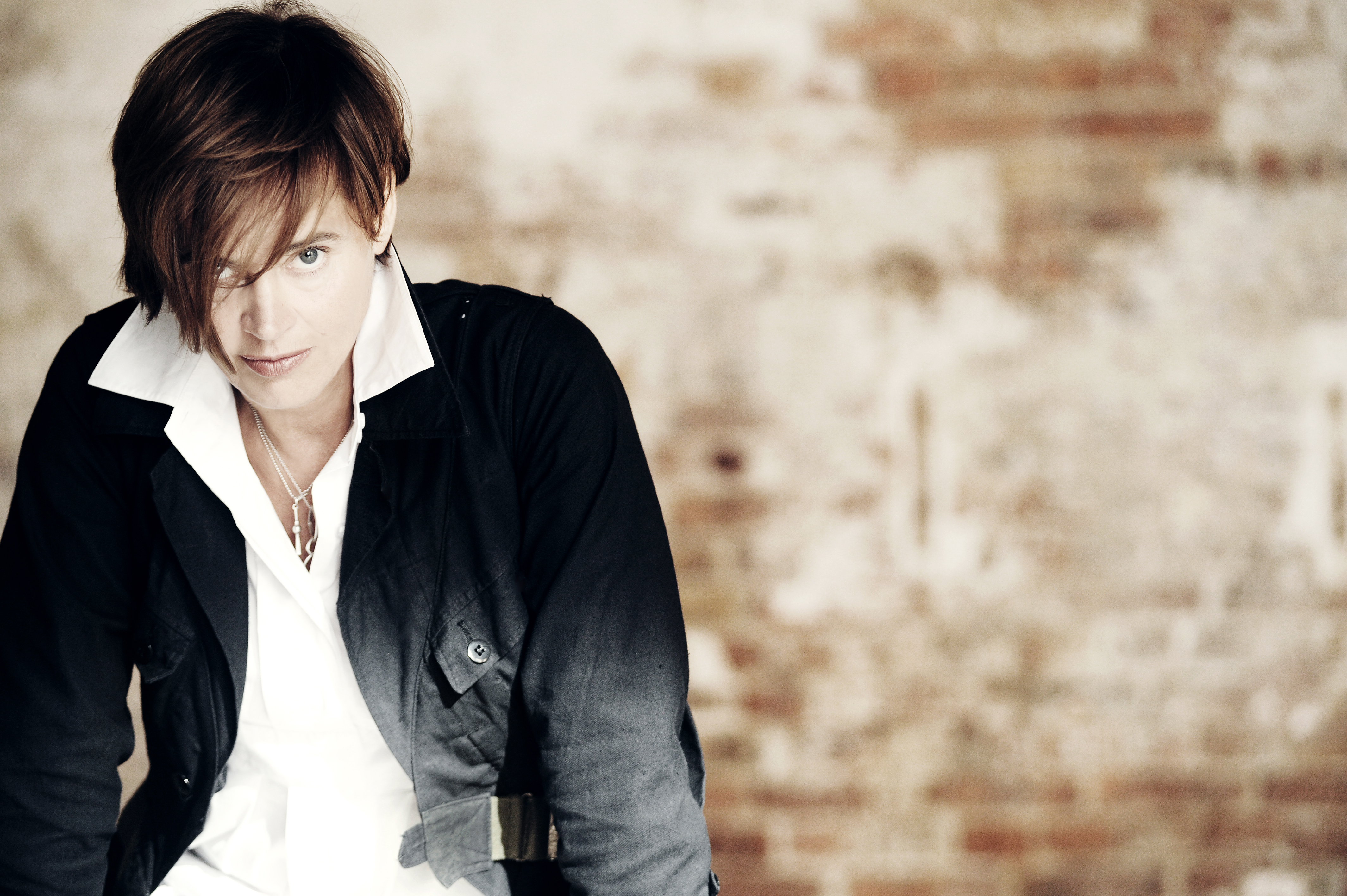
Ulrike Haage (2010)

Ulrike Haage (* 22. Dezember 1957 in Kassel) ist eine deutsche Pianistin, Klangkünstlerin, Komponistin und Hörspielautorin.

## Leben
Ulrike Haage verbrachte ihre Kindheit im Ruhrgebiet. Über die Jazzplattensammlung ihrer Eltern fand sie in jungen Jahren zur Musik. Klavier übte sie mit Aufnahmen von Bill Evans und Thelonious Monk. Später sang sie und spielte Gitarre in einer Garagenband.
Haage zog nach Hamburg und studierte dort Musik und Musiktherapie. Von 1985 bis 1989 war sie als Dozentin für Improvisation an der Hochschule für Musik und Theater Hamburg tätig. Sie begann zu komponieren und trat als Pianistin in der ersten deutschen Frauenbigband Reichlich weiblich auf. Bei der Arbeit an Peter Zadeks Andi lernte sie FM Einheit kennen. Alfred Harth gründete mit ihr die Gruppe Vladimir Estragon, in der Haage elektronische Klänge einsetzte. Später wurde aus dem Quartett das Trio Goto mit Phil Minton als Vokalakrobaten.
Von 1990 bis 1999 spielte sie in Katharina Francks Gruppe Rainbirds. Zwischen Tourneen und Plattenaufnahmen für die Rainbirds und die Theatermusikgruppe Stein arbeitete sie an den Schauspielhäusern Zürich (mit Uwe Eric Laufenberg), Düsseldorf (mit Kazuko Watanabe) und Berlin (u. a. an dem Musiktheaterstück Die Ballade von Narayama mit Kazuko Watanabe). 1999 begann eine Zusammenarbeit mit der Schauspielerin Meret Becker. Ulrike Haage wurde die musikalische Leiterin des Konzertprogrammes Nachtmahr und spielte die CD Fragiles mit ein. Gemeinsam mit der Verlegerin Sylvia de Hollanda (Pociao's Books) gründete sie den Hörbuchverlag Sans Soleil.
2003 erhielt sie als erste Frau und bis dato jüngste Preisträgerin den Deutschen Jazzpreis (Albert Mangelsdorff Preis), der sie für ihr bisheriges Lebenswerk, ihre Arbeit an der Schnittstelle von Pop, Kunst und Avantgarde, auszeichnete. 2004 stellte Ulrike Haage ihre erste Solo-Instrumental-CD Sélavy fertig. Mit diesem Programm wurde sie 2005 und 2006 vom Goethe-Institut Moskau zu Solotourneen, Workshops und Vorlesungen durch die Wolgastädte und nach Sibirien eingeladen. 2006 erschien ihr zweites Solo-Album Weißes Land, 2008 schrieb sie die Musik zu einer Neufassung des Kinderliteraturklassikers Der Wind in den Weiden von Kenneth Grahame.
Neben zahlreichen Hörspielproduktionen und Filmmusikkompositionen erschien 2011 ihr drittes Soloalbum In:finitum und die Kinderoper Reineke Fuchs, welche im Schlosstheater Schwetzingen zur Uraufführung kam.
Der Kompositionszyklus For all my walking entstand 2012 während ihrer dreimonatigen Künstler-Residenz in der Villa Kamagowa, Kyōto, Japan. Im folgenden Jahr verbrachte Ulrike Haage als Artist in Residence des Leuphana Arts Program an der Leuphana Universität Lüneburg 12 Monate, um sich mit dem Thema öffentlicher Raum als Klangraum auseinanderzusetzen. Es entstand between sound and silence. Zwischen Klang und Stille, ein audio-visuelles Werk, welches am 14. September 2013 im Kloster Lüne aufgeführt wurde.
Im September 2015 erschien ihr viertes Solo-Album Maelstrom. Zudem kamen zwei weitere Hörspiele Lockbuch und Geld heraus. Ulrike Haage komponierte im selben Jahr die Filmmusik für Doris Dörries Film Grüße aus Fukushima und spielte sie auch ein. Der Film lief auf der Berlinale in der Sektion Panorama Special 2016 und hatte seinen Kinostart am 10. März 2016. Ein weiterer Film, der im Programm der Berlinale 2016 lief und Musik komponiert von Ulrike Haage trägt, ist Landstück von Volker Koepp. Nach Sélavy, In:finitum und Maelstrom erschien 2020 Ulrike Haages fünftes Soloalbum Himmelsbaum. Mit dem Drei-Stunden-Epos Berlin 1945. Tagebuch einer Großstadt setzte sie die Zusammenarbeit mit dem Regisseur Volker Heise fort. 2021 wurde Haage mit dem Deutscher Musikautor*innenpreis der GEMA ausgezeichnet und 2022 erhielt sie für ihr Hörspiel-Lebenswerk den Günter-Eich-Preis der Medienstiftung der Sparkasse Leipzig.
Ulrike Haage lebt und arbeitet in Berlin.

## Diskografie
- Sélavy (Solo-Album, 2004), Blue Pearls Music (Preis der deutschen Schallplattenkritik, mit Carlos Bica[1])
- Weißes Land (Solo-Album, 2006), Blue Pearls Music
- Le Pianoscope (2007) Klavierkompositionen für Film, Edition UBM/Universal Publishing Production Music GmbH
- Edition Filmmusik – Komponiert in Deutschland #13: Ulrike Haage (2010), NORMAL Records
- Zwiebelfische. Filmmusik (2010) DVD (Norddeutscher Filmpreis. Sonderpreis Musik, 2010)
- Goldrausch. Filmmusik (2011), Blue Pearls Music
- In:finitum (Solo-Album, 2011), Blue Pearls Music
- Ana:mnesis (2011), Blue Pearls Music
- Ema. Akte auf der Treppe. Dokumentarfilmmusik (2011)
- Flügel und Katze. Musik für Kinder (2012)
- Meret Oppenheim: Eine Surrealistin auf eigenen Wegen (2013) DVD (Dokumentarfilm Musikpreis, 2014)
- For all my walking (2014), Sans Soleil, Blue Pearls Music
- Das verschwundene M. Dokumentarfilmmusik (2014)
- Erzählung des Gleichgewichts 4:W (2015) Blue Pearls Music (Indigo)
- Maelstrom (Solo-Album, 2015), Blue Pearls Music
- Grüße aus Fukushima. Filmmusik (2016), Blue Pearls Music
- Night. (Etel Adnan, Ulrike Haage), Hörspielsoundtrack (2017), DLF Kultur, Blue Pearls Music
- Stills (Haage Meyer Duo) (2018), Blue Pearls Music
- A Funeral March for the First Cosmonaut (2019), Blue Pearls Music
- Himmelsbaum (2020), Blue Pearls Music
- Berlin 1945 Tagebuch einer Großstadt. Filmmusik (2020), Blue Pearls Music
- Schockwellen. Filmmusik (2021), Blue Pearls Music
- Life is a weaving. (Etel Adnan, Ulrike Haage), Hörspielsoundtrack (2021), DLF Kultur, Blue Pearls Music
- Meine geniale Freundin (Die Neapolitanische Saga - Die Hörspiele, Band 1) Bayerischer Rundfunk, Blue Pearls Music

Reichlich Weiblich
- Live in Moers (1987)

Vladimir Estragon (mit Alfred Harth, FM Einheit, Phil Minton)
- Three Quarks for Muster Mark (1989)

Rainbirds
- Two Faces (1991)
- In a Different Light (1993)
- The Mercury Years (1995)
- Making Memory (1996)
- Forever (1997)
- 3000.live (1999)

Gruppe Stein (mit Katharina Franck und FM Einheit)
- Steinzeit (1992)
- König Zucker (1994)

Goto
- Goto, Phil Minton, FM Einheit, Haage (1995)

## Filmografie
- 2010: Zwiebelfische, Buch & Regie: Christian Bau, Artur Dickhoff, Musik: Ulrike Haage (thede filmproduktion, D)
- 2012: Goldrausch,  Produzent: Thomas Kufus, Musik: Ulrike Haage (zero one film, SWR, NDR & MDR, D)
- 2011: Ema. Akt auf Treppe, Buch & Regie: Corinna Belz, Musik: Ulrike Haage (zero one film, SWR & ARTE, D)
- 2013: Meret Oppenheim: Eine Surrealistin auf eigenen Wegen, Regie: Daniela Schmidt-Langels, Musik: Ulrike Haage (Kobalt Productions, D)
- 2014: Das verschwundene M,  Buch & Regie: Maria Hemmleb, Musik: Ulrike Haage (thede filmproduktion, D)
- 2015: Snapshot Mon Amour, Haiku-Kurzfilm von Christian Bau, Musik: Ulrike Haage (thede filmproduktion, D)
- 2016: Grüße aus Fukushima, Regie: Doris Dörrie, Musik: Ulrike Haage (OLGA FILM, D)
- 2016: Landstück, Regie: Volker Koepp, Musik: Ulrike Haage (Vineta Film & RBB, D)
- 2018: Seestück, Buch: Barbara Frankenstein, Volker Koepp, Regie: Volker Koepp, Musik: Ulrike Haage (Vineta Film, RBB, D)
- 2020: Berlin 1945 Tagebuch einer Großstadt, Buch Und Regie: Volker Heise, Musik: Ulrike Haage (Zero One, Arte TV, RBB)
- 2021: Schockwellen, Buch und Regie: Volker Heise, Musik: Ulrike Haage (Zero One, rbb, SWR, BR, NDR, SR, WDR)
- 2022: Rebellinnen, Buch und Regie: Pamela Meyer-Arndt, Musik: Ulrike Haage (Medea Film Factory, rbb)
- 2022: Der Tote im Livestream. Buch und Regie: Christian Bau, Musik: Ulrike Haage (Die Thede Film)
- 2023: Berlin 1933 Tagebuch einer Großstadt. Buch und Regie: Volker Heise, Musik: Ulrike Haage (Zero One, Arte TV, RBB)

## Hörspielproduktionen (Auswahl)
- 1994 Andreas Ammer, FM Einheit, Ulrike Haage: Apokalypse live. Bearbeitung (Wort): Andreas Ammer, FM Einheit, Komposition: FM Einheit, Ulrike Haage, Regie: Andreas Ammer; FM Einheit (BR), Verlag: FM 4.5.1, ISBN 3-934847-52-8, ausgezeichnet mit dem Hörspielpreis der Kriegsblinden,[2] Special Prize for Fiction des Prix Italia 1995.
- 1997 Andreas Ammer, FM Einheit, Ulrike Haage: Odysseus 7 – Radio Space Opera. Realisation: Andreas Ammer; FM Einheit; Ulrike Haage (BR); Verlag: FM 4.5.1, ISBN 3-934847-53-6.
- 1998 Andreas Ammer, Ulrike Haage: 7 Dances Of The Holy Ghost. Komposition und Regie: Andreas Ammer und Ulrike Haage(BR), (für den Prix Futura nominiert), Verlag: Sans Soleil, ISBN 3-88030-034-8.
- 1999 Jane Bowles, Katharina Franck: Bei unserer Lebensweise ist es sehr angenehm, lange im voraus zu einer Party eingeladen zu werden. Übersetzung: Pociao, Komposition: Ulrike Haage, Katharina Franck, Regie: Ulrike Haage und Andreas Ammer (BR), Verlag: Sans Soleil, ISBN 3-88030-036-4, Hörspiel des Monats September.[3]
- 1999 Katharina Franck, Ulrike Haage: Hunger. Komposition: Ulrike Haage, Realisation: Katharina Franck; Ulrike Haage (BR).
- 2000 Raoul Schrott: Die Wüste Lop Nor. Bearbeitung (Wort): Michael Farin, Komposition: Ulrike Haage, Regie: Barbara Schäfer und Ulrike Haage (BR)[4] HÖR Verlag, 2000, ISBN 3-89584-840-9 Hörspiel des Monats August.[5]
- 2001 William S. Burroughs: Last Words : Qui Vivre Verra. Übersetzung: Pociao, Komposition: Ulrike Haage, Realisation: Ulrike Haage und Barbara Schäfer (BR), Verlag Sans Soleil, ISBN 3-88030-039-9, Hörspiel des Monats September.[6]
- 2001 Durs Grünbein, Ulrike Haage: Reise, Toter. Regie: Ulrike Haage (BR), Verlag: Sans Soleil, ISBN 3-88030-037-2.
- 2002 Thea Dorn, Ulrike Haage: Bombsong. Regie: Ulrike Haage und Christian Esch (HR), (Auftragswerk der Frankfurter Positionen), Verlag: Sans Soleil, ISBN 3-88030-040-2.
- 2003 Ulrike Haage: ding fest machen – Nach Aufzeichnungen von Louise Bourgeois. Komposition und Regie: Ulrike Haage (BR),[7] Verlag: Sans Soleil, ISBN 3-88030-041-0.
- 2004 Helen Hessel: Exakte Vision. Helen Hessels Jules und Jim – Ein Vorfilm. Bearbeitung (Wort): Ulrike Voswinckel, Komposition und Regie: Ulrike Haage (BR) (WDR)[8], Verlag: Sans Soleil, ISBN 978-3-88030-042-2.
- 2006 Nancy Cunard: Pikdame – Aus Pamphleten Nancy Cunards. Übersetzung: Pociao, Komposition und Regie: Ulrike Haage (BR)
- 2008 Ulrike Haage: Die Stille hinter den Worten, Hörspielkomposition in 9 Bildern. Komposition und Regie: Ulrike Haage (BR Hörspiel und Medienkunst). Als Podcast/Download im BR Hörspiel Pool.[9]; Verlag Sans Soleil, ISBN 978-3-88030-043-9
- 2008 Kenneth Grahame: Der Wind in der Weiden. Übersetzung: Harry Rowohlt, Regie: Annette Kurth, Komposition: Ulrike Haage (WDR / Deutschlandradio Kultur)[10]
- 2009 Ulrike Haage: alles, aber anders – 12 Miniaturen über Eva Hesse. Komposition und Regie: Ulrike Haage (BR)[11] BR Hörspiel und Medienkunst. Als Podcast/Download im BR Hörspiel Pool.[12] Verlag: Sans Soleil, September 2009, ISBN 978-3-88030-044-6
- 2009 Stephan Krass: Die Amnesie der Ozeane. Regie: Ulrich Lampen, Komposition: Ulrike Haage (SWR)[13]
- 2009 Jenny Erpenbeck: Heimsuchung. Regie: Katja Langenbach, Komposition: Ulrike Haage (BR) Hörbuch ISBN 3-8218-6322-6
- 2011 Ulrike Haage: Wenn ich vier Dromedare hätte Feature über den Filmessayisten Chris Marker (WDR)
- 2011 Janne Teller: Nichts. Was im Leben wichtig ist. Übersetzung: Sigrid C. Engeler, Regie: Leonhard Koppelmann, Komposition: Ulrike Haage (SWR)
- 2012 Jean Daive: Erzählung des Gleichgewichts 4:W. Übersetzung: Werner Hamacher, Regie: Ulrich Lampen,    Komposition: Ulrike Haage (DKultur)[14]
- 2012 Leonora Carrington: Alle Vögel fliegen hoch, alle Schafe fliegen hoch, alle Engel fliegen hoch. Komposition und Regie. Ulrike Haage (BR Hörspiel und Medienkunst)
- 2013 Virginia Woolf: Orlando. Übersetzung: Gaby Hartel, Regie: Katja Langenbach, Komposition: Ulrike Haage (BR)[15] Random House ISBN 978-3-8445-1380-6
- 2013 Bernd Gieseking: Die magische Pfeilspitze. Regie: Annette Kurth Komposition: Ulrike Haage. Kinderhörspiel (WDR / KiRaKa)[16]
- 2014 Ulrike Haage: Der Kreis ist rot – Oskar Schlemmer, Bauhausmeister Feature (WDR)[17]
- 2014 Stephan Krass: The Moon Tapes. Komposition: Ulrike Haage, Realisation: Stephan Krass und Ulrike Haage (SWR)[18]
- 2015 Annemarie Bostroem, Nora Gomringer, Ulrike Haage: Lockbuch – Kleine Novelle von der Liebe und dem Verlassen-Werden. Komposition und Regie: Ulrike Haage (NDR)
- 2016 Gertrude Stein, Ulrike Haage: Geld. Komposition und Regie: Ulrike Haage (DKultur)
- 2017 Virginia Woolf: Zum Leuchtturm. Übersetzung: Gaby Hartel, Regie: Katja Langenbach, Komposition: Ulrike Haage (BR)
- 2017 Etel Adnan: Nacht. Übersetzung: Klaudia Ruschkowski, Regie: Giuseppe Maio, Komposition: Ulrike Haage (DLF Kultur) Hörspiel des Monats August
- 2018 Mark Ravenhill, Ulrike Haage: Rete Mirabile | Wundernetz – Ein Singspiel. Komposition und Regie: Ulrike Haage (SWF / DLF Kultur / Naturkundemuseum Berlin)
- 2018 Andreas Ammer, Ulrike Haage: Die Toten von Feuerland. Komposition und Regie: Andreas Ammer und Ulrike Haage (NDR / DLF Kultur)
- 2019 Sophie Calle: True Stories. Komposition und Regie: Ulrike Haage (BR)
- 2019 Etel Adnan, Ulrike Haage: A Funeral March For the First Cosmonaut – Ein Hörspiel-Poem. Übersetzung: Klaudia Ruschkowski, Komposition und Regie: Ulrike Haage (DLF KULTUR)
- 2020 Ruth Johanna Benrath, Ulrike Haage: Sprache mein Stern. Hölderlin hören. Komposition und Regie: Ulrike Haage (RBB, DLF KULTUR)
- 2020 Andrea Geissler, Ulrike Haage: Hyperbolische Körper Komposition und Regie: Ulrike Haage (HR 2)
- 2020 Etel Adnan, Ulrike Haage: Überweben Übersetzung: Klaudia Ruschkowski, Komposition und Regie: Ulrike Haage (DLF KULTUR)
- 2022 Ruth Johanna Benrath, Wie sich alles verdichtet in Blumen. Zum 175. Geburtstag von Max Liebermann. Komposition und Regie: Ulrike Haage (rbb)
- 2022 Elena Ferrante: Neapolitanische Saga (Die Hörspiele – Meine geniale Freundin – Die Geschichte eines neuen Namens – Die Geschichte der getrennten Wege – Die Geschichte des verlorenen Kindes) Bearbeitung und Regie: Martin Heindel, Komposition: Ulrike Haage mit Rosalie Thomass, Camill Jammal, Christiane Roßbach, Hanna Scheibe 15h 30min, BR 2020–2022[19] Der Hörverlag, ISBN 978-3-8445-4530-2
- 2022 Frieda Paris: Herzbefellt, ein Nachrufen, Komposition und Regie: Ulrike Haage (Deutschlandfunk Kultur)
- 2023 Dear alter Ego – Die Filmpionierin Maya Deren, Komposition und Regie: Ulrike Haage (BR)
- 2025 Nichts ist, sagt der Weise – Ein Hörspiel mit Texten von Mascha Kaléko, Komposition und Regie: Ulrike Haage (RBB).

Kollaborationen
- Fragiles Meret Becker, Buddy Sacher, Ulrike Haage, 2001, Philips/Universal Classics.
- Musik für das Making of von Requiem (DVD) von Hans-Christian Schmid, 2007.